# Nationalpark Gunung Mulu

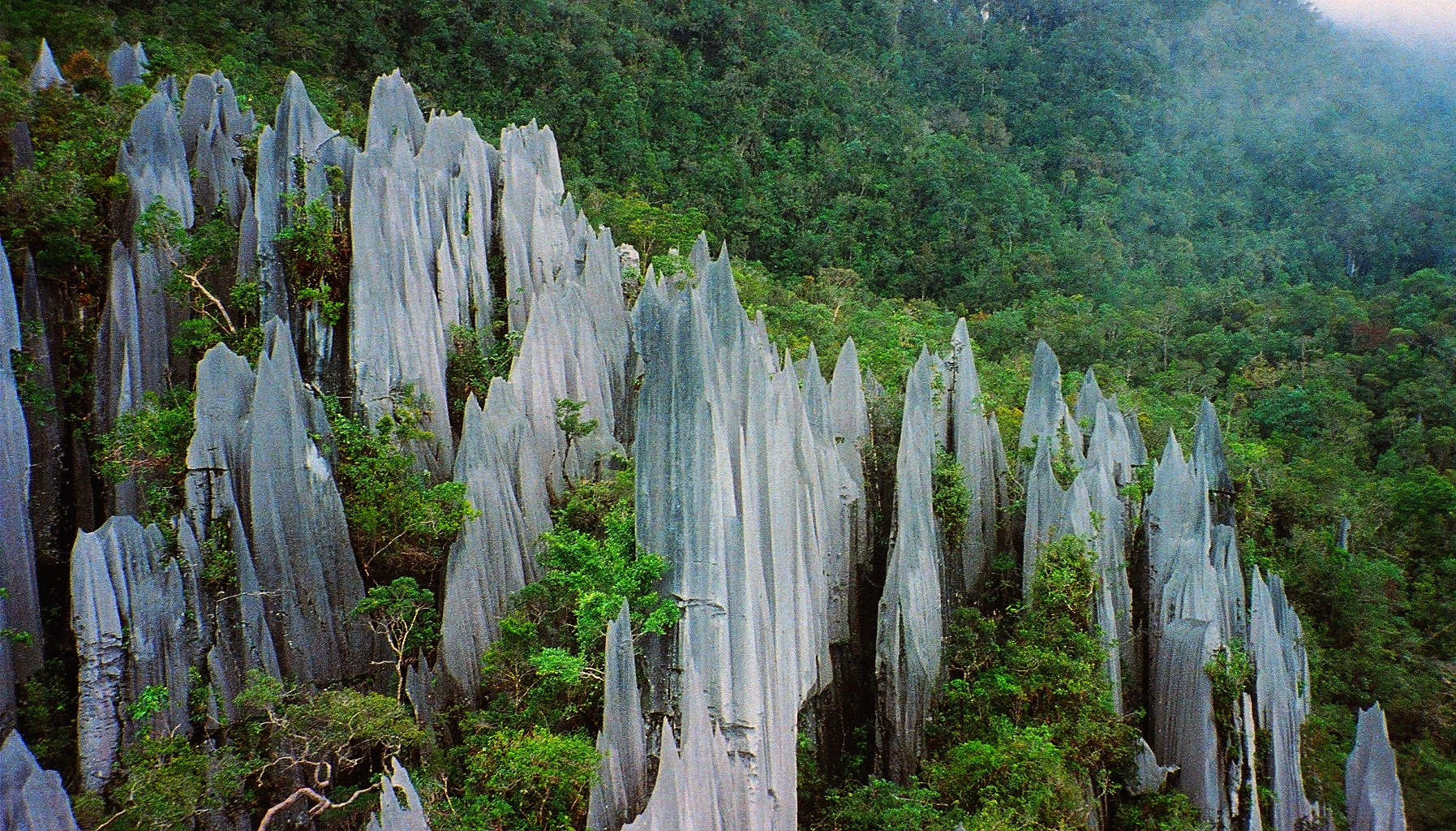
Pinnacles im Gunung Mulu-Nationalpark

Der Nationalpark Gunung Mulu ist ein Schutzgebiet auf Borneo. Er wurde im Jahr 1974 ausgewiesen und im Jahr 2000 in die Liste des UNESCO-Naturerbe aufgenommen. Der Nationalpark wurde nach dem Berg Gunung Mulu benannt.
Er liegt auf dem Gebiet von Sarawak, ein Bundesstaat von Malaysia. In diesem Nationalpark leben zwei Drittel aller auf Borneo bekannten Amphibien-Arten.
In dem Gebiet befindet sich eine Karstlandschaft mit einem riesigen Höhlensystem, welches zahlreiche Fledermäuse beherbergt.
Eine weitere Attraktion bilden die auf einer Höhe von etwa 1200 m gelegenen Pinnacles, eine zinnenförmige Kalkstein-Formation.
Erreichbar ist der Nationalpark per Turboprop-Flugzeug von Miri und Kuching aus.

## Galerie
Eine Auswahl an Fotos vom Gunung-Mulu-Nationalpark:

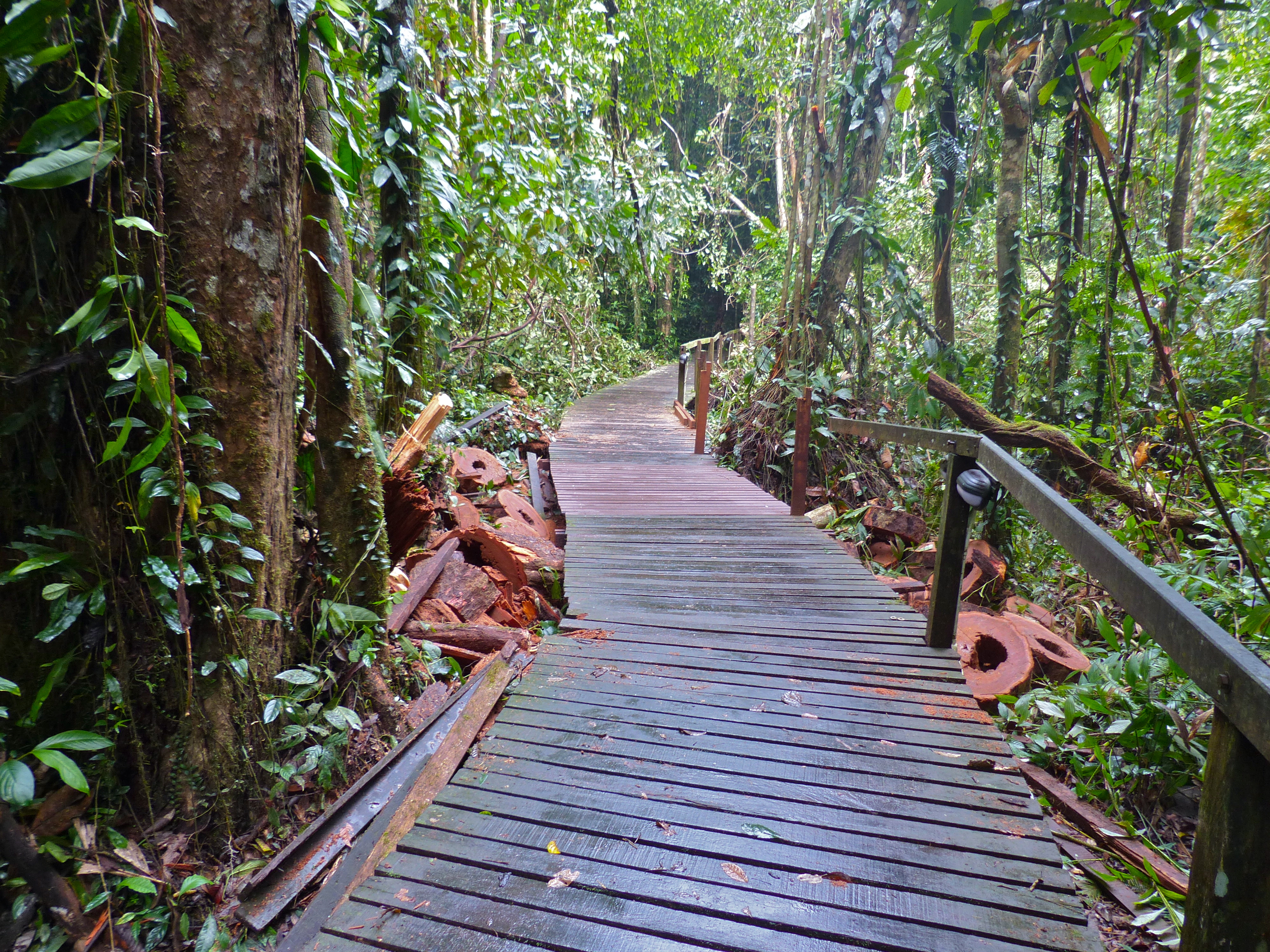
Holzplanken-Pfad durch den Urwald
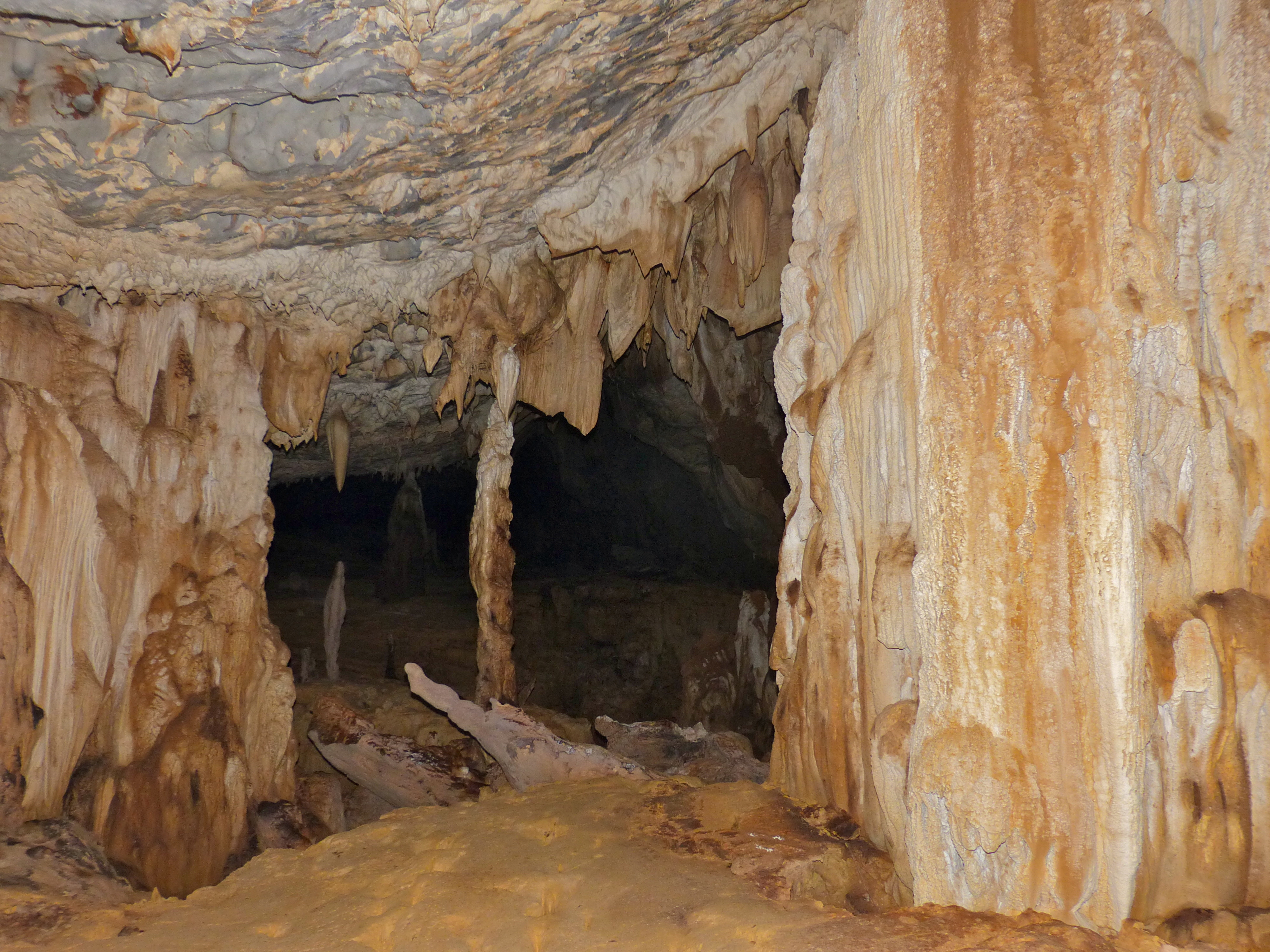
Kalksteinhöhle
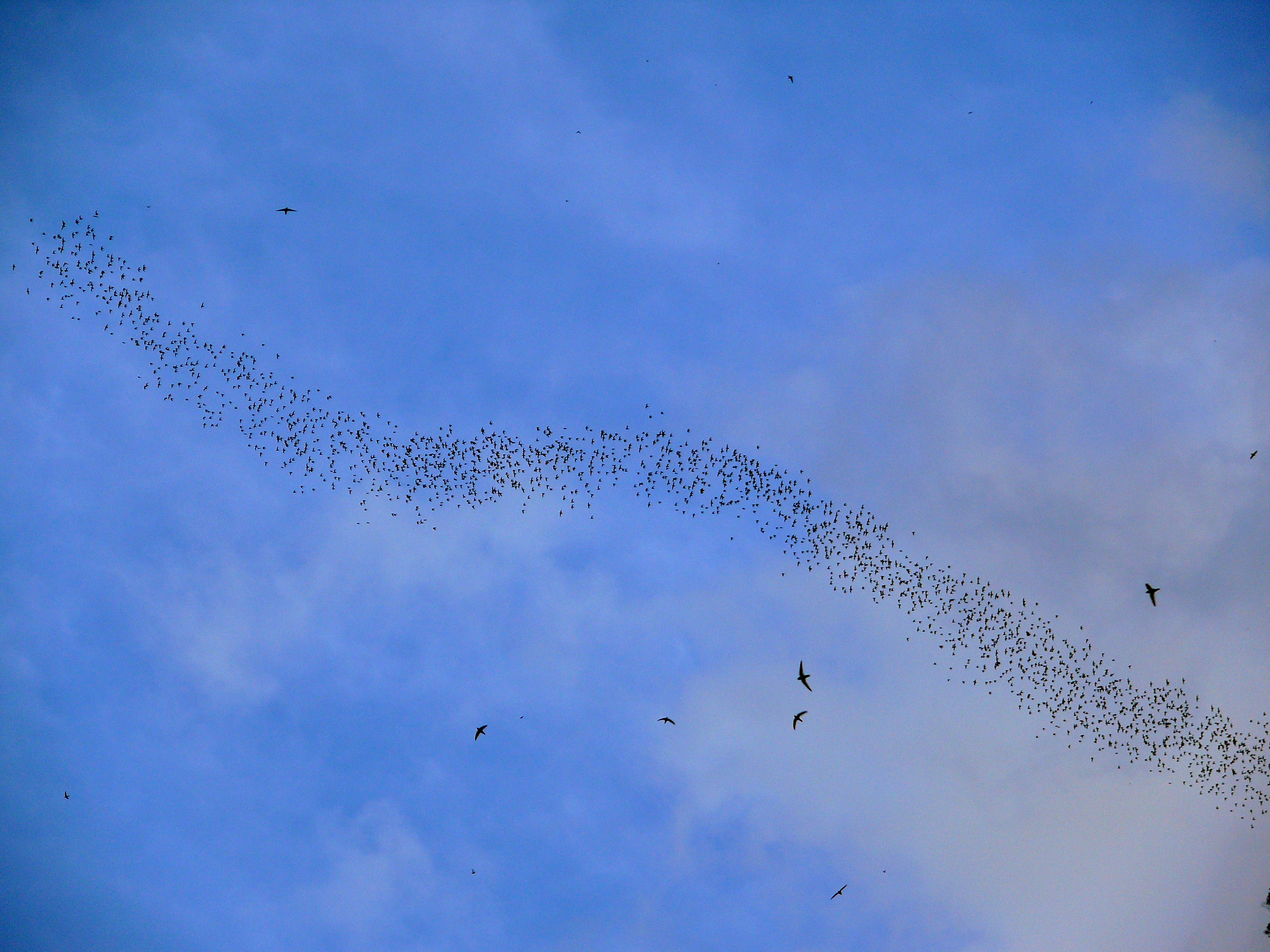
Fledermausschwarm verlässt das Höhlensystem
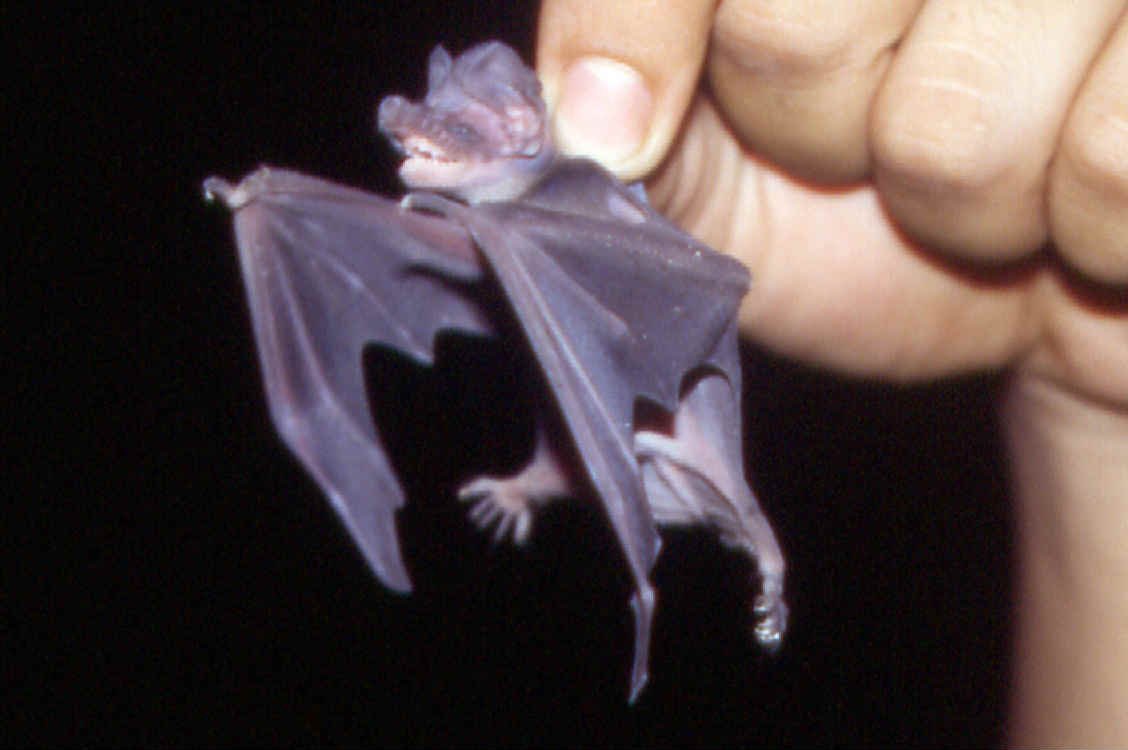
Fledermaus
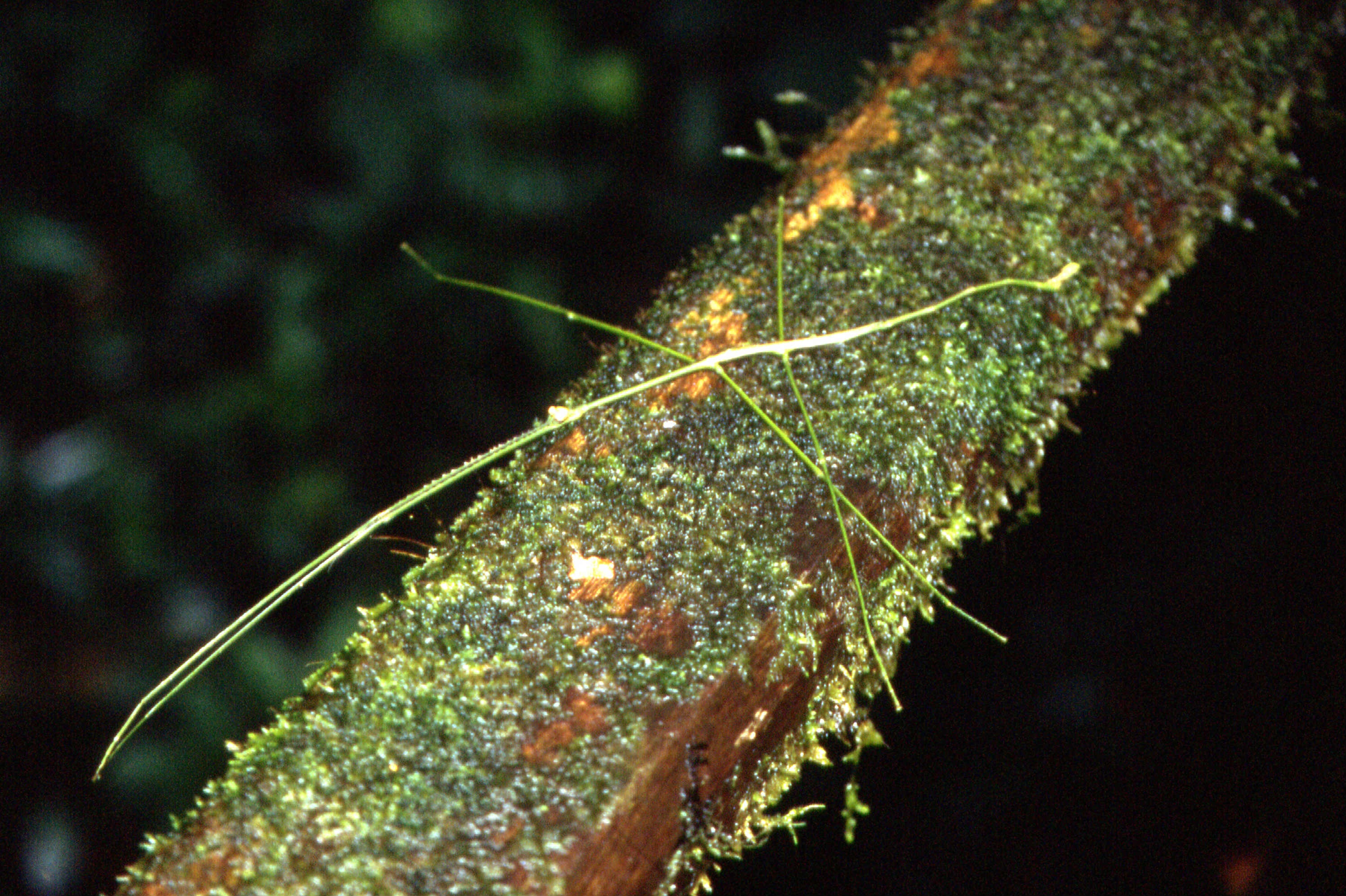
Gespenstschrecke
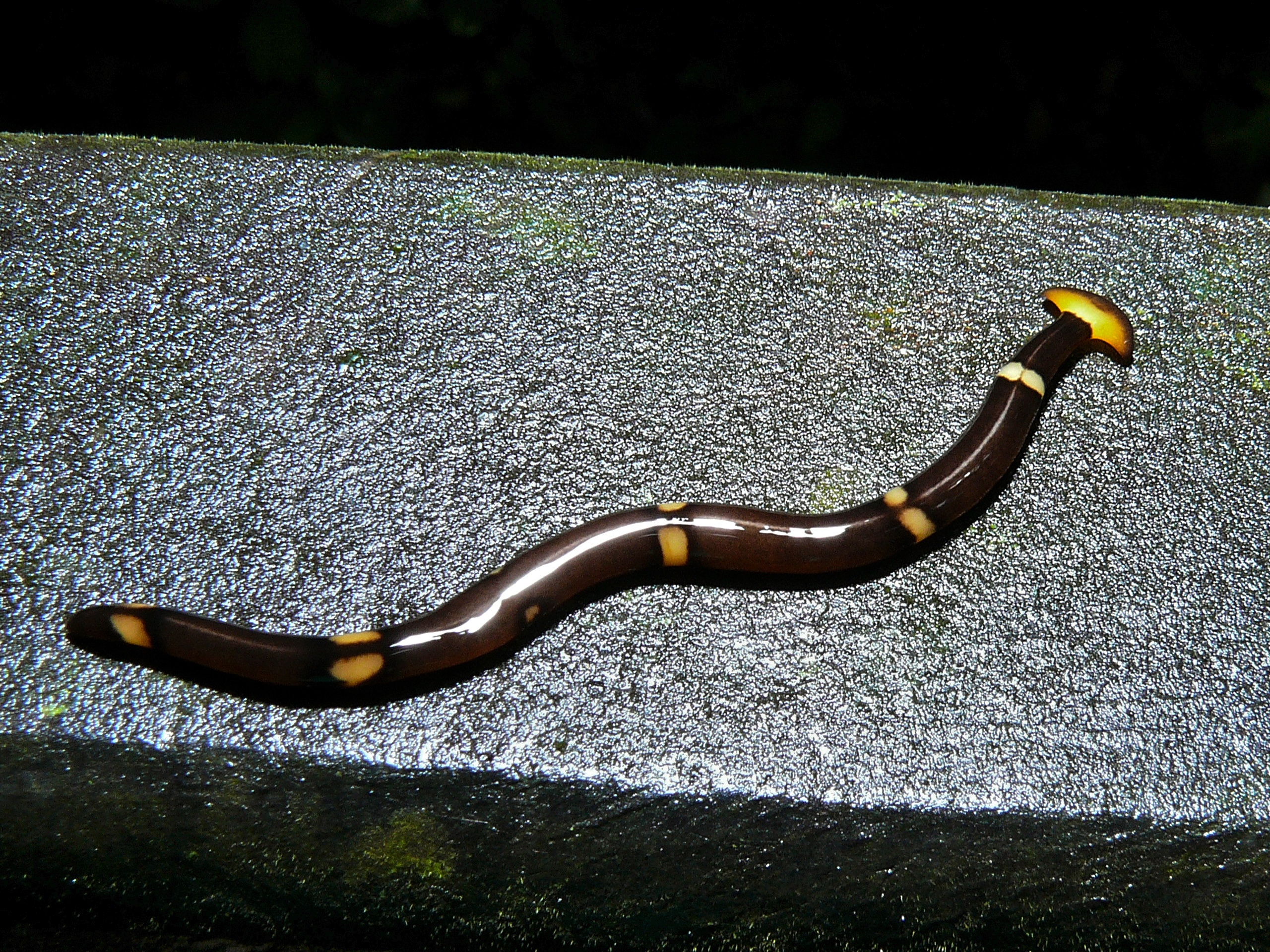
Landplanarie
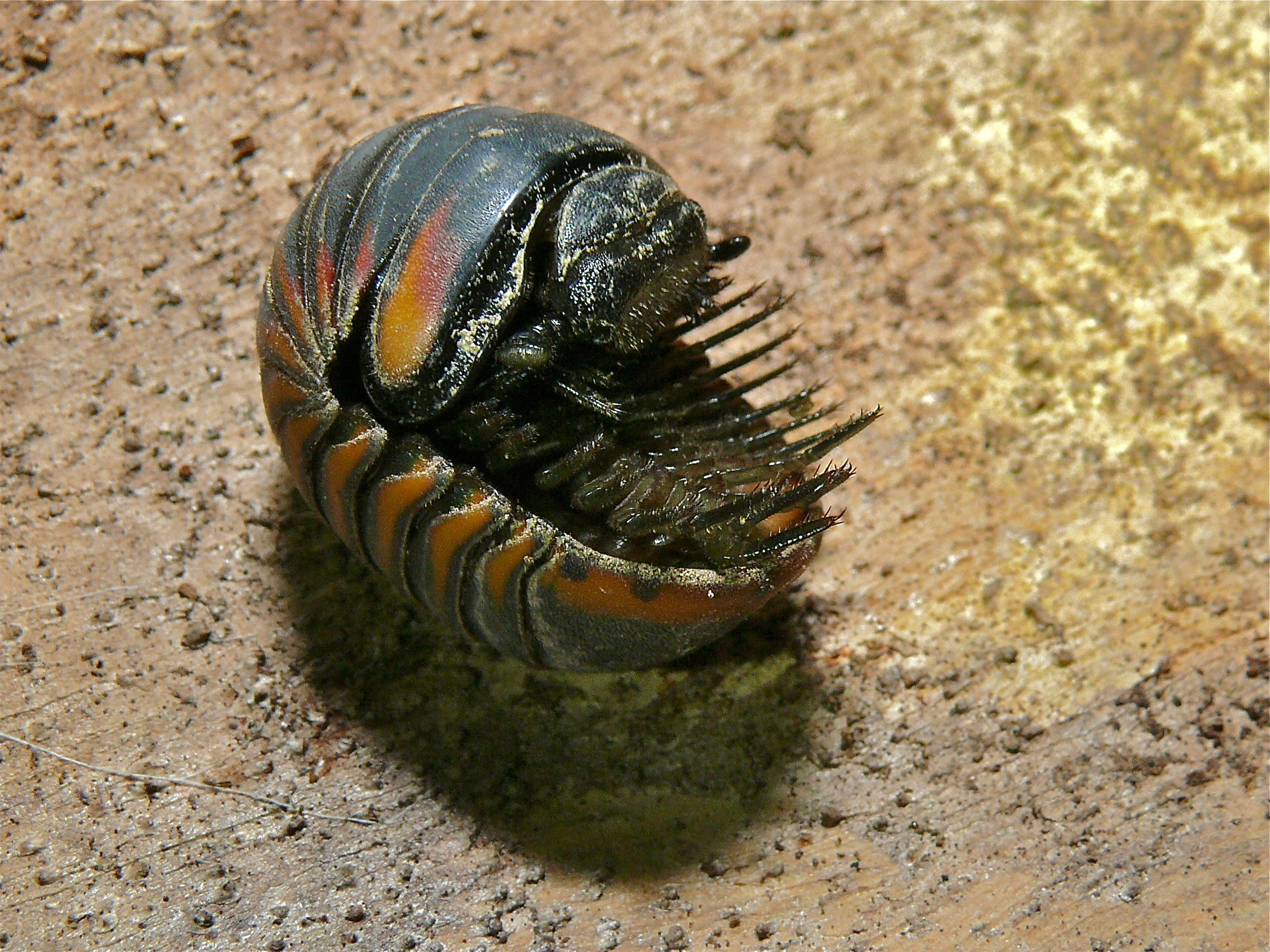
Tausendfüßer (Zephroniidae)
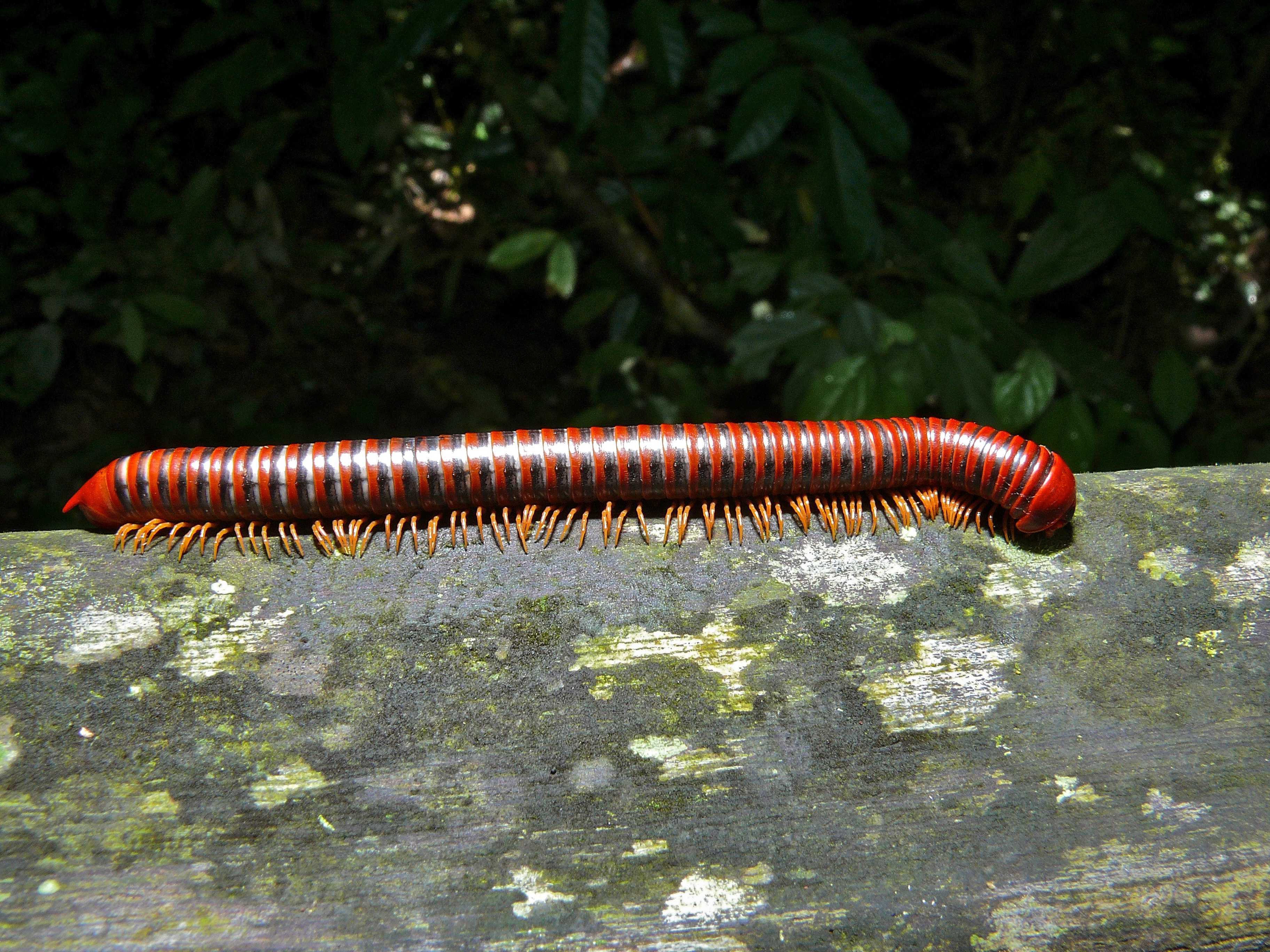
Tausendfüßer Trachelomegalus modestior
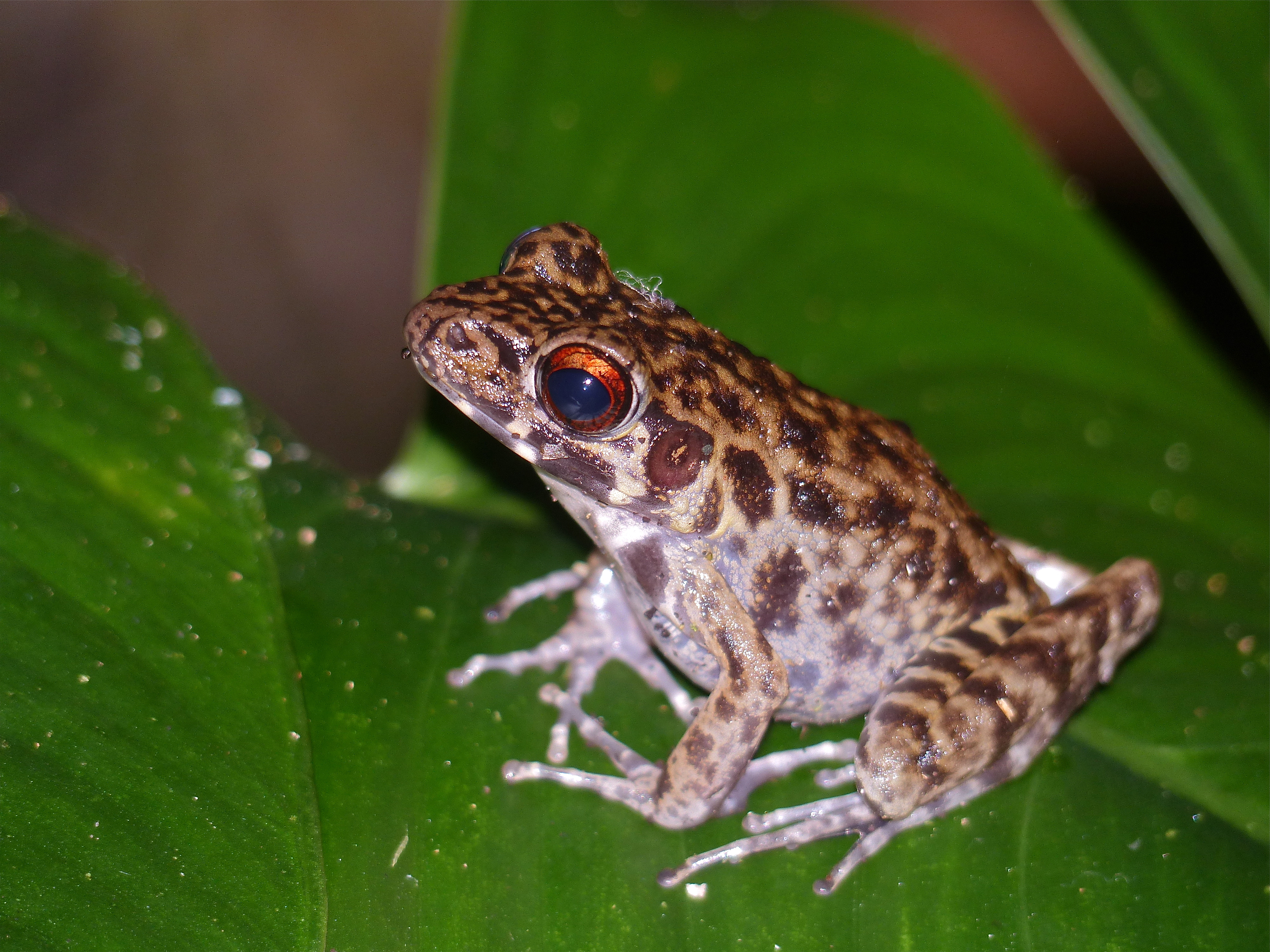
Frosch Hylarana glandulosa
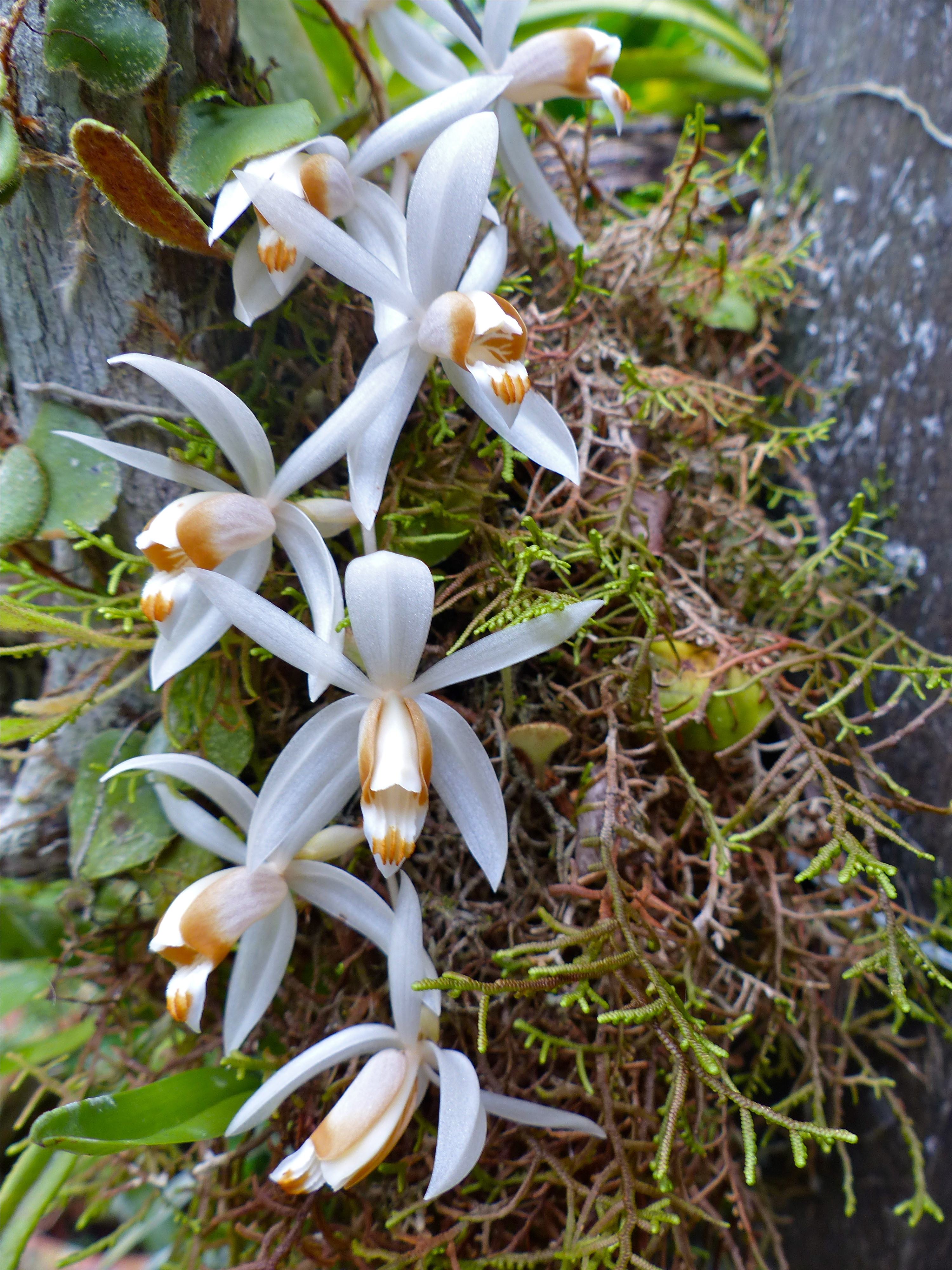
Orchideenart Coelogyne swaniana